# Les Mystères de Paris (film, 1943)
Pour les articles homonymes, voir Les Mystères de Paris (homonymie).
Pour plus de détails, voir Fiche technique et Distribution.
Les Mystères de Paris est un film français de Jacques de Baroncelli tourné sous l'occupation et sorti en 1943.

## Synopsis
Paris, 1842. Le mystérieux Rodolphe, qui allie étrangement les bonnes manières à la force physique, parcourt les bas quartiers non loin de Notre-Dame. Il rencontre une jeune goualeuse et fille de joie nommée Fleur de Marie, qu'il entreprend d'arracher à ses pseudo parents adoptifs, La Chouette, une horrible mégère, et Le Maître d'École, un ancien bagnard et brute impénitente. Avec l'aide de son nouvel ami, le Chourineur, un spécialiste du surin disposé au repentir, il parvient à ses fins et place la jeune fille à l'abri à la campagne. Mais la comtesse Sarah Mac Gregor, l'ancienne maîtresse de Rodolphe, a d'autres plans - machiavéliques. Épaulée par La Chouette, le Maître dEcole, le jeune malandrin boiteux Tortillard et le cupide notaire Ferrand, elle la fait enlever...

## Fiche technique
- Réalisation : Jacques de Baroncelli
- Scénario : Maurice Bessy, d'après le roman Les Mystères de Paris d'Eugène Sue, qui remplace Jacques Companeez
- Dialogue : Pierre Laroche
- Directeur de la photographie : Léonce-Henri Burel
- Photographe de Plateau : Léo Mirkine (dans la clandestinité, prête-nom : Gaston Karquel)
- Musique : Henri Casadesus
- Montage : Madeleine Bonin
- Son : Emile Lagarde
- Décors : Léon Barsacq
- Producteur : André Paulvé
- Société de production et de distribution : DisCina
- Dates et lieux de tournage : à partir du 5 mai 1943 aux Studios de la Victorine et aux Studios de Saint-Laurent-du-Var[1]
- Année : 1943
- Pays :  France
- Durée : 89 minutes (1h29)
- Genre : comédie ; classique
- Date de sortie en salle :
  - France - 9 septembre 1943.

## Distribution
- Marcel Herrand : Rodolphe, un homme qui recherche sa fille dans les bas-fonds
- Yolande Laffon : la comtesse Sarah MacGregor, une aventurière, son ancienne maîtresse
- Alexandre Rignault : le Maître d'École, un ancien bagnard brutal et dangereux
- Lucien Coëdel : le Chourineur, un mauvais garçon qui joue du couteau
- Roland Toutain : Cabrion, le voisin farceur
- Ginette Roy : Rigolette, une chapelière à domicile, voisine de Rodolphe
- Simone Ribaut : Louise Morel, la fille de Jérôme
- Claudye Carter : La Louve, une fille des bas-fonds, camarade de Fleur de Marie à la prison de Saint-Lazare
- Emma Lyonel : Mme Pipelet, la concierge de l'immeuble
- Lucien Callamand : M. Pipelet, le concierge de l'immeuble
- Alexandre Fabry : Jérôme Morel, le voisin ouvrier lapidaire à domicile
- Jean-François Martial : le mouchard
- Cécilia Paroldi : Fleur de Marie, une jeune fille sous la coupe du Maître d'École et de la Chouette
- Pierre-Louis : Francis Germain, le fiancé de Gigolette, caissier chez Maître Ferrand
- Albert Gercourt : Maître Jacques Ferrand, un notaire véreux et cupide
- Germaine Kerjean : La Chouette, l'horrible mère adoptive de Fleur de Marie
- Raphaël Patorni : Sir Walter Murphy dit Murph, l'ami de Rodolphe
- Jean Carmet : Tortillard, un jeune malandrin boiteux
- Raymond Carrel : non crédité
- Defresne : non crédité
- Lucienne Galopaud : la baronne (non créditée)
- Marguerite Guérau : une bouquetière (non créditée)
- Manoutrel : une religieuse (non créditée)
- Yvette Maurech : non créditée
- Marcelle Naudia : non créditée
- Robert Sidonac : un policier (non crédité)
- Tela Tchaï : La Punaise
- Claude Vervin : Mme Musard (non créditée)
- Alain Feydeau : non crédité